# 黄金海
黄金海（1935年5月—2015年7月），祖籍江苏镇江，生于上海。是国棉三十一厂工人，在“工总司”成立大会上被推为核心组成员。后任上海市革命委员会常委、财贸组负责人，1982年被判有期徒刑十五年，剥夺政治权利三年。1991年出狱，2015年7月逝世。著有《十年非梦——黄金海回忆录》，回忆录的完成获得上海华东师范大学“口述史小组”、叶昌明、陈恩伯等帮助。

## 生平
1935年，黃金海出生在上海南市區永安街的出租房内。父親是雜糧行的賬房，母親產後得病去世了，被送到祖籍鎮江，過繼給了胡氏，改名胡錦貴。1939年，養父得肝病去世，生活困苦。1941年，免學費進入鎮江紫金鎮中心國民小學，插班讀二年級。1947年冬，回到上海與生父同住。1948年，入讀徽寧小學。1949年，投奔了姐姐，住雙陽路。1950年10月，在服裝店做學徒。
1952年，三反五反運動開始，因爲感受到老闆的虐待，在五反工作隊的激勵下參加運動，上街刷標語，開大會批判棉紡、紗廠和服裝業的老闆們。運動結束之後，服裝店關門，分到了一臺縫紉機和一條被子。可離開服裝店又無處可去，只好返回去投奔姐姐。8月，楊浦區政府在渭南路一間玻璃廠開辦了失業工人學習班，他賣掉了縫紉機，報名參加了學習班。1953年1月15日，結業之後被分配到申新五厰，隔年考上四級工，轉爲正式工人。1955年，考評成爲五級工。1957年，公私合營之後，申新五廠、六廠和榮豐紡織廠合并為上海第三十一棉紡織印染廠。而且定為六級半工，做了機械部甲班車床組的組長。
1966年5月16日，五一六通知宣告了文化大革命的開始，正值車床組被評爲上海市五好小組，參與運動的積極性大增。6月，貼出大字報，批評黨總支學習毛選態度不端正。此舉遭到反擊，被打成反黨反社會主義分子。他和仇歧貴、魏振宏、沈君海、陳竹柏幾個工人見狀開始以大字報回擊，號召全廠揭發黨委問題，但再次遭到黨委的壓制。7月，他向上海市委告狀，很快得到了回應。市委向廠裏派來了工作隊調查情況。運動愈演愈烈，他感到需要一個組織和厰黨委對抗，於是成立了毛澤東思想紅旗戰鬥隊。他去咨詢厰裏的老幹部談炳奎，並和其他工人一起分析形勢，組織學習，決定從幹部路綫方面結黨營私入手，對黨委深入揭發與批判。同時上海市第十七棉紡厰從北京中央文革小組告狀返回上海，就去見了王洪文、唐文蘭、袁斯成、廖祖康等人。決定不去北京了，留在廠裏發動群衆。8月8日，中共中央下發十六條。8月26日到10月初，先後三批北京的紅衛兵到上海串聯，他們將矛頭明確的指向了曹荻秋主持的上海市委身上。11月，北航的紅衛兵到三十一厰串聯，6日，和王洪文一起到愚園路311號同紅衛兵和上海各系統代表聚會。9日，在文化廣場成立上海工人革命造反總司令部。在成立大會上，潘國平宣讀工總司宣言途中遭到打斷，揭發潘國平是黑五類，引起騷亂。11日，安亭事件發生之後到達安亭。張春橋也到達安亭來解決問題，安撫群衆情緒，動員群衆返回文化廣場。23日，在楊浦區委籌備成立上海工人赤衛隊總部，曹荻秋表示支持。12月6日，赤衛隊在人民廣場召開成立大會，事實上削弱了工總司的影響力，工人運動分裂為保守派和造反派，接連發生解放日報事件、色織二十四厰事件、康平路事件和昆山事件。赤衛隊組織工人北上，導致全市停水、停電、停鐵路。
1967年1月4日，工總司和交大反到底、紅三司等組織聯合發佈通告，反對知識青年離開生產崗位返鄉。之後由王洪文主持，參加反對經濟主義的會議。市委面對這個情況放棄生產指揮，各廠工人造反隊開始成立抓革命促生產委員會進行奪權，指導生產。2月，上海人民公社成立。之後發生二月逆流。24日，改稱上海市革命委員會，黃金海擔任革委會委員，市總工會常委。1968年9月，上海工宣隊成立各系統辦公室，進駐各個機關。1969年，機關與工宣隊合并，成立統一的領導班子。
1972年，增補為革委會常委，分管財貿，和姚依林有工作接觸，與分管工業的馬天水同事。1976年7月，唐山大地震時帶隊走訪災區。9月，毛澤東去世。10月6日，發生懷仁堂事變。與革委會的葉昌明、戴立清等人打算打出四個還我的口號，堅持保衛毛主席革命路綫，因爲局勢不明沒有行動。25日，被宣佈隔離，軟禁在馬橋營房。1978年12月29日，被移送至提籃橋監獄。1982年7月8日，才正式被上海人民檢察分院被起訴。之後被判刑，上訴駁回，9月18日轉到提籃橋監獄服刑。
1991年10月24日，刑滿釋放。